# Frossos (Albergaria-a-Velha)
Frossos ist ein Dorf und eine ehemalige Gemeinde (Freguesia) im Kreis Albergaria-a-Velha. Die Freguesia war 7,3 km² groß und hatte 882 Einwohner (Stand 30. Juni 2011).

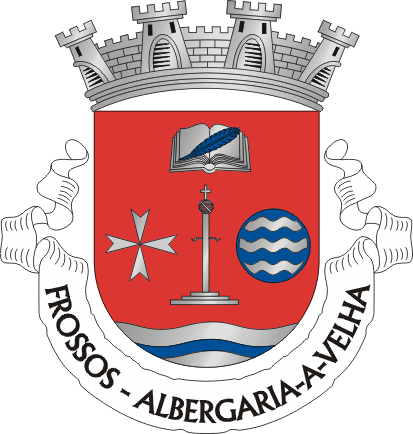
Das Wappen der ehemaligen Freguesia

Am 29. September 2013 wurden die Freguesias Frossos und São João de Loure zur neuen Freguesia São João de Loure e Frossos zusammengefasst.